# Aerenea punctatostriata
Aerenea punctatostriata är en skalbaggsart som först beskrevs av Stefan von Breuning 1948.  Aerenea punctatostriata ingår i släktet Aerenea och familjen långhorningar. Inga underarter finns listade i Catalogue of Life.